# Sergio Rada
Sergio Armando Rada Rodriguez (né le 27 janvier 1984 à Campo de la Cruz) est un haltérophile colombien, concourant dans la catégorie des moins de 56 kg.

## Biographie

### Palmarès
| Date | Compétition           | Lieu           | Résultat | Catégorie | Total  |
| ---- | --------------------- | -------------- | -------- | --------- | ------ |
| 2005 | Championnats du monde | Doha           | 9e       | - 56 kg   | 253 kg |
| 2006 | Championnats du monde | Saint-Domingue | 11e      | - 56 kg   | 256 kg |
| 2008 | Jeux olympiques       | Pékin          | 12e      | - 56 kg   | 252 kg |
| 2011 | Jeux panaméricains    | Guadalajara    | 2e       | - 56 kg   | 266 kg |
| 2011 | Championnats du monde | Paris          | 11e      | - 56 kg   | 258 kg |